# Таргу Жију
Таргу Жију (рум. Târgu Jiu) је град и седиште жупаније Горж у Румунији. Налази се на реци Жију у историјској покрајини Влашка у југозападном делу земље. Према последњем попису из 2021. у граду је живело 73.545 становника.

## Географија
Град Таргу Жију се налази у западном делу историјске покрајине Влашке познатом као Олтенија. Седиште је жупаније Горж чији је и највећи град.
Налази се на наморској висини од 195 до 212 m, у депресији Таргу Жију — Кампу Маре из које се на северу издижу планински масиви Паранг и Валкан, а на југу брдски венци. Смештен у долини средњег тока реке Жију и река Амарадија Пијетроаса као леве и Шушице као десне притоке Жија. Ради бољег коришћења хидрографских ресурса Жија, формирана се два вештачка језера на овој реци. Због свог географског положаја, Таргу Жију карактерише топоклима са медитеранским утицајем.
Развоју града је погодовао његов положај на раскрсници важних путева за Крајову, Рамнику Валчу, Дробета-Турну Северин и Петрошани, као и изградњом железничке пруге Филијаши — Таргу Жију. Посебно је значајан јер се долином реке пружа главни правац  који повезује Олтенију са Трансилванијом преко једног од најважнијих превоја на Карпатима.
Град Таргу Жију поред самог градског насеља, обухвата и насеља Барсешти, Драгоени, Језурени, Полата, Преажба Маре, Романешти, Слобозија и Урсаци и свеукупно заузима површину од 103,81 km².

## Историја
Топоним Жију, по ком је град и добио назив, први пут се спомиње 23. новембра 1406. у налогу војводе Мирче Старијег упућеног Тисмани, док се под данашњим именом, Таргу Жију, први пут појављује у налогу војводе Дана II потписаног 24. марта 1426. у Арђешу. Као место са статусом града први пут забележен је у повељи 22. јуна 1597. који је издао кнез Михаило Храбри у Трговишту, а као седиште жупаније 25. августа 1654. године у документу који издаје Матеј Басараб. Током историје Таргу Жију је био место бројних ратних сукоба као што је битка Матеј Аге и Леона Томше 1631. године или године 1716. када су снаге Николаја Маврокордата поражене од бораца горжанских бојара Барба Браилоја, Петра Обедеануа и Стаика Бенђескуа када је олакшано аустријско освајање Олтеније (1719—1739). У Горжу је отпочео Влашки устанак чији је предводник био Тудор Владимиреску, а Тудорове револуционалне идеје су касније преузели горжанин Георге Магеру и Кристијан Тел који су били вође револуције из 1848. године. Горжани из Таргу Жија су се нарочито истицали у оружарским делима у биткама код Видина и Орјахова у рату за независност Румуније (1877—1878). Становништво Таргу Жија је 14. октобра 1916. године код моста преко реке Жију, предвођено командантом Јоаном Попилијаном, бранило је град од немачке инвазије. Ова битка је значајна и као прва битка у којој је учествовала Екатерина Теодороју, хероина која се жртвовала за одбрану отаџбине у Првом светском рату.
Дана 17. фебруара 1968. године, Таргу Жију је постао седиште жупаније Горж који је формиран од насеља жупанија Мехединци и Долж.
Од места је 14 километара удаљен православни манастир Вишина, који је вероватно подигао српски калуђер Свети Никодим Тисмански, крајем 14. века.

## Знаменитости
Таргу Жију је познат као родни град модернистичког вајара Константина Бранкушија који је у овом граду провео и детињство. У знак захвалности, Бранкуши је граду поклонио тзв. „Улицу хероја“, алеју са сопственим скултурама.

## Демографија
| 1948.  | 1956.  | 1966.  | 1977.  | 1992.  | 2002.  | 2011.  | 2021.  |
| ------ | ------ | ------ | ------ | ------ | ------ | ------ | ------ |
| 17.698 | 19.618 | 30.805 | 63.506 | 98.238 | 96.641 | 82.504 | 73.545 |

Према попису из 2021. на територији града Таргу Жију живело је 73.545 становника, од којих у самом насељу Таргу Жију живи 67.751 становника, а остатак у другим насељима града. У односу на попис из 2011. када је било 82.504 становника, забележен је пад у броју становника од 10,86% тј. 8.959 становника. Већинско становништво чине Румуни са 82,62%, док од мањина једино се издвајају Роми са 2,97%.
| Етнички састав према попису из 2021.‍ | Етнички састав према попису из 2021.‍ | Етнички састав према попису из 2021.‍ | Етнички састав према попису из 2021.‍ | Етнички састав према попису из 2021.‍ |
| ------------------------------------ | ------------------------------------ | ------------------------------------ | ------------------------------------ | ------------------------------------ |
|                                      |                                      |                                      |                                      |                                      |
| Румуни                               | Румуни                               |                                      | 60.762                               | 82,62%                               |
| Роми                                 | Роми                                 |                                      | 2.182                                | 2,97%                                |
| Албанци                              | Албанци                              |                                      | 51                                   | 0,07%                                |
| Мађари                               | Мађари                               |                                      | 35                                   | 0,05%                                |
| Италијани                            | Италијани                            |                                      | 11                                   | 0,01%                                |
| Немци                                | Немци                                |                                      | 6                                    | 0,01%                                |
| Остали                               | Остали                               |                                      | 33                                   | 0,04%                                |
| Непознато                            | Непознато                            |                                      | 10.465                               | 14,23%                               |

### Насеља
Град Таргу Жију се састоји из 9 насеља, Барсешти, Драгоени, Језурени, Полата, Преажба Маре, Романешти, Слобозија, Таргу Жију и Урсаци. Од свих насеља највеће је Таргу Жију где живи 92% становништва града.
| Назив           | Румунски назив | Становништво | Становништво |
| Назив           | Румунски назив | 2011.        | 2021.        |
| --------------- | -------------- | ------------ | ------------ |
| Барсешти        |                | 696          | 639          |
| Драгоени        |                | 830          | 828          |
| Језурени        |                | 809          | 831          |
| Полата          |                | 207          | 207          |
| Преажба Маре    |                | 641          | 998          |
| Романешти       |                | 548          | 544          |
| Слобозија       |                | 930          | 1.211        |
| Таргу Жију      |                | 77.376       | 67.751       |
| Урсаци          |                | 467          | 536          |
| Град Таргу Жију |                | 82.504       | 73.545       |

## Побратимљени градови
Побратимљени градови са Таргу Жијуом су:
- Ночи
- Лаухамер
- Јамбол
- Пендик
- Форбах